# Ulm (1937)
Pour les articles homonymes, voir Ulm.
Le Ulm était à l'origine un navire frigorifique de la Norddeutscher Lloyd à Brême du nom de Rapide. Il servit de mouilleur de mines auxiliaire sous pavillon de la Kriegsmarine durant la Seconde Guerre mondiale. Il a été coulé le 25 août 1942 par un destroyer britannique.

## Début de carrière
Le navire frigorifique Rapide a été mis en service en 1938 et a effectué plusieurs voyages en Indonésie et au Cameroun. Il était au Cameroun lors du déclenchement de la guerre et il a réussi à forcer le blocus britannique pour revenir au port de Hambourg.

## Kriegsmarine
Le 18 mars 1940, il est réquisitionné par la Kriegsmarine, reçoit un camouflage et prend le nom de Ulm. Il est envoyé au chantier naval Blohm + Voss de Hambourg pour être converti en mouilleur de mines. La poupe reçoit deux ouvertures pour le largage des mines et la proue est aménagée pour le levage des mines. Dès avril 1940 il opère à l'est de la route maritime entre Douvres et l'estuaire de la Tamise.
Le 31 juillet 1940 un incendie éclate sur le Ulm, à la suite de quoi une réparation est nécessaire au chantier naval danois d'Elseneur.
Le 25 novembre 1941 il est à Swinemünde pour reprendre du service. Il devient le navire-amiral des mouilleurs de mines en mer du Nord sous le commandement du capitaine Werner Schönermark. Le 27 novembre, il passe à Kiel, où il reçoit son équipement de mouillage et son armement au chantier naval Deutsche Werke.
À partir de janvier 1942, le Ulm pose plusieurs champs de mines dans le Skagerrak, en mer du Nord et dans les eaux norvégiennes. Dans le Varangerfjord le sous-marin soviétique M-176 est coulé dans un de ses champs de mines.
Le 19 août 1942 avec le destroyer Z 23, il se trouve dans la baie de Narvik attendant le retour du croiseur lourd Admiral Scheer du nord-ouest de la Nouvelle-Zemble.
Le 24 août, avec les destroyers Friedrich Eckoldt, Erich Steinbrinck et Richard Beitzen, il pose le champ de mines "Tsar" dans l'océan Arctique. La Royal Navy détecte leur présence au centre britannique Bletchley Park et envoie les destroyers HMS Marne, HMS Martin et HMS Onslaught à leur rencontre.
Le 25 août, les destroyers rattrapent le Ulm qui est pris sous les tirs d'artillerie. Deux torpilles du HMS Onslaught ratent leur cible mais la troisième le frappe sur l'avant. Le Ulm explose et coule en 2 minutes. Le commandant, trois officiers et 57 hommes de l'équipage sont secourus par les Britanniques, mais l'un d'eux décède plus tard au cours du voyage de retour vers le Royaume-Uni. Entre 30 et 40 hommes ont été laissés à la dérive dans l'eau en attente de sauvetage. Sur un total de 181 hommes à bord, 121 ont perdu leur vie, beaucoup d'entre eux par le feu des mitrailleuses quand ils étaient sur le pont.

## Note et référence
- (de) Cet article est partiellement ou en totalité issu de l’article de Wikipédia en allemand intitulé « Ulm (Schiff, 1937) » (voir la liste des auteurs).